# Паљабарда
Паљабарда (алб. Palabardhë) је насељено место у општини Ђаковица, на Косову и Метохији. Према попису становништва из 2011. у насељу је живело 253 становника.

## Становништво
Према попису из 2011. године, Паљабарда има следећи етнички састав становништва:
| Националност | 2011.        |
| Албанци      | 249 (98,42%) |
| Египћани     | 4 (1,58%)    |
| Укупно       | 253          |

| Демографија | Демографија | Демографија |
| Година      | Становника  | Становника  |
| ----------- | ----------- | ----------- |
| 1948.       | 142         |             |
| 1953.       | 158         |             |
| 1961.       | 205         |             |
| 1971.       | 303         |             |
| 1981.       | 389         |             |
| 1991.       | 435         |             |
| 2011.       | 253         |             |